# NGC 4899
NGC 4899 is een balkspiraalstelsel in het sterrenbeeld Maagd. Het hemelobject werd op 8 februari 1785 ontdekt door de Duits-Britse astronoom William Herschel.

## Synoniemen
- MCG -2-33-90
- IRAS 12583-1340
- PGC 44841